# Cueves del Drach

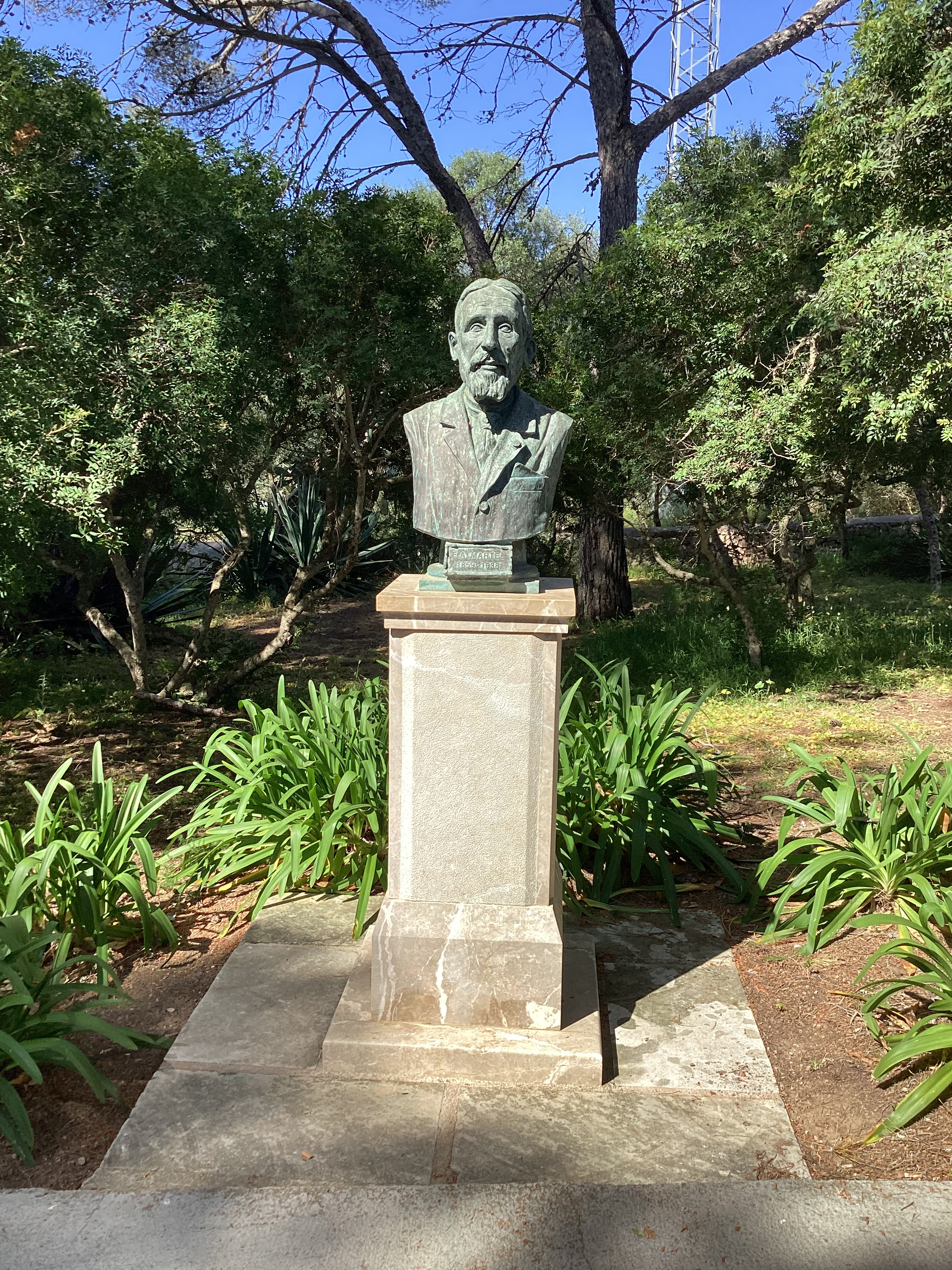
Édouard-Alfred Martel

De grotten van Drach (Spaans: Cuevas del Drach) zijn vier grote grotten die zich bevinden op het eiland Mallorca, Balearen, Spanje. Het gaat om een toeristische grot. Het complex strekt zich uit tot een diepte van 25 m en bereikt een lengte van ongeveer 4 km. Ze bevinden zich in de gemeente Manacor, in de buurt van Porto Cristo. Ze werden voor het eerst genoemd in een brief uit 1338. De vier grotten, de Zwarte Grot, de Witte Grot, de Grot van Luis Salvador en de Grot van de Fransen, zijn met elkaar verbonden.
De grotten zijn gevormd door water dat door de ingang van de Middellandse Zee is geperst, en sommige onderzoekers denken dat de formatie dateert uit het Mioceen. Er is een ondergronds meer gelegen in de grotten genaamd Martel Lake, dat ongeveer 115 m lang en 30 m breed is, en de diepte varieert tussen de vier en twaalf meter. Het is vernoemd naar de Franse ontdekkingsreiziger en wetenschapper Édouard-Alfred Martel, die wordt beschouwd als de grondlegger van de speleologie, die in 1896 werd uitgenodigd om de grot te verkennen. Terwijl de Duitse grotonderzoeker M.F. Will in 1880 de Witte en Zwarte grot in kaart had gebracht, vond Martel nog twee grotten, evenals het ondergrondse meer.
De grotten zijn tegen betaling toegankelijk voor het publiek en zijn een van de belangrijkste toeristische attracties op Mallorca. Het bezoek eindigt meestal met een klassiek muziekconcert, uitgevoerd door een klein orkest van muzikanten op een vloot van kleine roeiboten.
De grotten zijn zo'n integraal onderdeel van de toeristenindustrie, dat de sluiting ervan, ook al is het tijdelijk, door de lokale bevolking wordt gezien als een slecht teken voor de economie. 